# Normas reintegracionistas do galego
As normas reintegracionistas do galego, também chamadas de lusistas ou internacionais, são as normas ortográficas e morfológicas para o galego convergentes com as usadas no português de Portugal e no português do Brasil. O movimento que as promove e sustenta é conhecido como reintegracionismo, dentro do qual destaca o labor da AGAL e da sua Comissom Linguística em matéria de normativização.
Estas normas nasceram de maneira oficial em 1983 com a publicação do Estudo Crítico, obra em que a AGAL analisava as NOMIG criadas pela RAG e o ILG, estabelecendo ao tempo a sua própria norma. Na atualidade, depois de actualizações derivadas do Acordo Ortográfico de 1990, as normas estão condensadas na obra Ortografia Galega Moderna confluente com o Português no mundo.

## Antecedentes
O conflito ortográfico galego remonta-se a vários séculos atrás. Desde o próprio Ressurgimento, tem havido duas correntes a respeito da ortografia. Uma delas, os denominados etimologicistas, procura uma ortografia mais próxima da etimologia, usando, por exemplo, as grafias j e ge/gi junto ao x para representar o fonema fricativo palatal surdo, /ʃ/. A outra delas, os denominados foneticistas, procura uma ortografia mais simples e próxima da pronúncia, quase não usando, por exemplo, o x para o antedito fonema.
Ao conflito ortográfico é preciso acrescentar o conflito identitário do galego no que diz respeito ao português. Autores como Benito Jerónimo Feijoo manifestaram já no século XVII que o galego devia perceber-se como língua indistinta da portuguesa, "por serem pouquísimas as vozes em que discrepam, e a pronúncia das letras em tudo semelhante".

## As normas oficiais do galego
Depois de séculos sem uma ortografía estável para representar o galego, a chegada da democracia e da autonomia da Galiza em 1978 supôs um ponto de inflexão. O Estatuto de autonomia da Galiza de 1981 estabelecia o galego como língua oficial, e era preciso uma norma sólida para ser ensinada nas escolas e usada pelos poderes públicos. Num começo, o labor normativo estava nas mãos da Comissão Linguística da Junta, presidida por Carvalho Calero, quem promovia umas normas de consenso partindo de uma orientação convergente no que diz respeito ao português. Porém, finalmente o chamado Decreto Filgueira fixaria como oficiais as normas criadas pelo ILG e secundadas pela RAG, condensadas no documento chamado NOMIG. Nascem deste modo as normas oficiais do galego.

## A norma AGAL e a sua evolução
Como resposta às NOMIG, a Comissom Linguística da AGAL edita em 1983 o Estudo Crítico, uma obra pormenorizada onde analisa de maneira crítica os principais pontos dessas normas. Além da crítica, a obra estabelece também a própria proposta normativa da AGAL, fortemente convergente com a do português, a exceção dalguns traços como o uso do til (~). Estas normas seriam desenvolvidas mais adiante no Prontuário Ortográfico Galego (1985) e no Guia Prático de Verbos Galegos Conjugados (1989), culminando em 1989 com a publicação de uma segunda edição revista e alargada do Estudo Crítico. Posteriormente, esta norma sofreria pequenas modificações, como a inclusão do til de maneira optativa ou a redução dos grupos -cc- e -ct-, de maneira a convergir com o Acordo Ortográfico de 1990.
No entanto, dentro do movimento reintegracionista ainda existia uma dualidade interna. Algumas pessoas optavam por ir além das normas da AGAL (camiom, dixo...) e usar na escrita o padrão do português de Portugal (camião, disse...). Isto chegou a provocar bastante tensão dentro do movimento, o que daria lugar à denominada confluência normativa em 2016. A partir desse momento, umas únicas normas reúnem todos os usos do reintegracionismo, dando opções duplas sem mostrar preferência por nenhuma delas. Deste modo, as normas passam a ser mais descritiva do que prescritiva, deixando que seja o uso dos utentes o que acabe por consolidar as opções preferentes. Estas novas normas, vigentes na atualidade, encontram-se na obra Ortografia Galega Moderna confluente com o Português no mundo.

## Principais diferenças entre as normas reintegracionistas e as oficiais
Se bem na oralidade ambas as normas são praticamente idênticas, a escrita é bastante diferente. A seguir estabelecem-se algumas das diferenças mais destacáveis:
- -M: O fonema nasal velar, /ŋ/, no final de palavra é representado com um -m, em lugar do -n que é usado nas normas oficiais. Ex.: som, fim, comum.
- J/GE,GI/X: O fonema fricativo palatal surdo, /ʃ/, é representado como j e ge/gi ou x segundo a etimologia. As normas oficiais usam apenas x em todos os casos. Ex.: jeito, gente, gigante, caixa.
- NH e LH: Representam respetivamente o fonema palatal nasal, /ɲ/, e o lateral palatal, /ʎ/. No caso das normas oficiais, estes sons são representados por ñ e ll. Ex.: minhoca, coelho.
- Ç/CE,CI e Z: Representam o fonema fricativo dental surdo, /θ/, em falantes tetacistas ou o fonema fricativo alveolar surdo, /s/, em falantes seseantes. A principal diferença é que as normas reintegracionistas diferenciam duas sequências segundo a etimologia (ça, ce, ci, ço, çu e za, ze, zi, zo, zu) enquanto as normas oficiais simplificam ambas numa só (za, ce, ci, zo, zu), a semelhança do castelhano. Quando se encontra em coda silábica, ambas as normas utilizam sempre o z. Ex.: força, centro, cinco, corço, açúcar, beleza, fazer, produzir, juízo, azul, feliz.
- S/SS: Representam o fonema fricativo alveolar surdo, /s/, tanto em zonas de tetacismo quanto de sesseio. Nas normas oficiais é usado simplesmente o s. Ex.: sentir, passar.

## Resumo das principais regras das normas reintegracionistas

### Alfabeto
De acordo com esta normativa, o alfabeto do galego estaria composto por 26 letras (letra e seu nome segundo a ortografia reintegracionista):
| Letra | Nome       |
| ----- | ---------- |
| a     | á          |
| b     | bê         |
| c     | cê         |
| d     | dê         |
| e     | é          |
| f     | efe        |
| g     | gê ou guê  |
| h     | agá        |
| i     | i          |
| j     | jota       |
| k     | capa ou cá |
| l     | ele        |
| m     | eme        |
| n     | ene        |
| o     | ó          |
| p     | pê         |
| q     | quê        |
| r     | erre       |
| s     | esse       |
| t     | tê         |
| u     | u          |
| v     | vê         |
| w     | dáblio     |
| x     | xis        |
| y     | ípsilon    |
| z     | zê         |

Além dessas letras, usam-se o ç (que não se considera uma letra à parte) e os dígrafos rr (erre duplo), ss (esse duplo), ch (cê-agá), mh (eme-agá), lh (ele-agá), nh (ene-agá) e qu (quê-u).
As letras k, w e y usam-se em topônimos e antropônimos procedentes de outras línguas, assim como em siglas, símbolos e palavras adotadas, como nas unidades de medida.
O alfabeto proposto é um dos elementos de divergência mais significativos com respeito à normativa oficial, já que suprime letras como o 'ñ' (substituído por 'nh') e o dígrafo 'll' (substituído pelo dígrafo 'lh') como na língua espanhola.

### Resumo das regras mais importantes

#### Uso denhelh
- Utilizam-se os dígrafos lh e nh. Por exemplo: Alhariz, milho, molhar, A Corunha, lenha, venham em vez de Allariz, millo, mollar, A Coruña, leña, veñam...

#### Uso dememh
- A consoante nasal no final de palavra escreve-se sempre m. Por exemplo: bom, imám, polem...
- O dígrafo mh escreve-se nas palavras umha, algumha, nengumha, e em seus respectivos plurais, derivados e contrações.

#### Terminacões em-çom,-som,-tome-xom
- Utilizam-se as terminações -çom, -som, -tom e -xom, exceto na palavra ocasiom (ocasião), aproximando-se das formas portuguesas e distanciando-se das espanholas. Por exemplo: naçom (Pt: nação, Es: nación), ilusom (Pt: ilusão, Es: ilusión), questom (Pt: questão, Es: cuestión), reflexom (Pt: reflexão, Es: reflexión)...

#### O ditongoui
- Usa-se -ui- exceto na palavra coita. Por exemplo: cuitelo, muito, fruita em vez do antigo "coitelo, "moito" e "froita" também admitidos...

#### Uso doh
- Não há h no interior de palavras. Por exemplo: aí, baía, proibir em vez de "ahi", "bahia e "prohibir"...

#### Uso doçe doz
Na normativa oficial, não existe "ç" no galego, que é substituído por "z".
Uso do ç
- Usa-se o ç antes de a, o o u, e atrás de l, n o r, exceto em anzol, bonzo, cinza e zarzuela. Por exemplo: força, maçã, calçar...
- Nas terminacões -aça/o/ar, -oça/o/ar e -uça/o/ar, exceto prazo, bazar e gozo. Por exemplo: raça, moço, bouça...
- Nas terminações -iça/o, exceto baliza, Galiza e juízo. Por exemplo: justiça, chouriço...
- Nas terminações -açal, -çom, exceto razom e sazom. Por exemplo: lamaçal, acçom...

Uso do z
- Usa-se o z no começo de palavras za-, zo- e zu-, exceto çanja e çoca/o. Por exemplo: zona, zunir, zoar...
- Nas terminações -azám, -zinha, zinho. Por exemplo: folgazám, cozinha...
- Nas terminações -eza, exceto cabeça e peça. Por exemplo: agudeza, beleza...
- Nas terminações -izar, exceto içar e esbranquiçar. Por exemplo: neutralizar, realizar...
- Nas terminações -zir, exceto ressarcir. Por exemplo: conduzir, luzir...

### Acentuação

#### Acento gráfico
Ao contrário da normativa oficial, que prescreve apenas o uso do acento gráfico agudo (´), a ortografia reintegracionista utiliza outros dois tipos adicionais de acento gráfico: o grave (`) e o circunflexo (^).
Como no português, o acento agudo (´) marca a sílaba tônica se a vogal é a, i, u, e aberto ou o aberto. O acento circunflexo (^) marca a sílaba tônica se a vogal é e fechado ou o fechado e o acento grave (`) só se usa de modo etimológico em algumas contrações da preposição a, como à e às (crase).
O uso do til (~) em algumas palavras sobre as vogais a e o é opcional.

#### Palavras Oxítonas
Acentuam-se todas as palavras agudas que terminem em:
-e(+m, s, ns)

-a(+m, ns, s)

-o(+s)

Por exemplo:
alemám, alô, avós...

#### Palavras Paroxítonas
Se acentuam as palavras paroxítona que não terminem em:
-e(+m, s, ns)

-a(+m, ns, s)

-o(+s)

Por exemplo:
táxi, açúcar...
-Palavras paroxítonas terminadas com ditongo crescente como em:
ciência, glória, língua...

#### Palavras Proparoxítonas
As palavras proparoxítonas sempre levam acento gráfico:
lôstrego, sábado, tónico...

#### Monossílabos
Acentuam-se os monossílabos terminados em:
-a(s)

-e(s)

-o(s)

#### Outros casos
Também se acentuam os i e u tônicos que formam hiatos acompanhados ou não de s, por exemplo:
egoísta, miúdo, "baú".
E os ditongos aberto "éi" "ói" e "éu" tônicos quando na última sílaba:
anéis, fiéis, anzóis, céu...

### Pronomes

#### Pessoais
Os pronomes personais são os siguintes:
| Número   | Pessoa | Sujeito              | Formas oblíquas      | Formas oblíquas      | Formas oblíquas | Formas oblíquas |
| Número   | Pessoa | Sujeito              | Livres               | Livres               | Unidas          | Unidas          |
| Número   | Pessoa | Sujeito              | Não refl.            | refl.                | Não refl.       | refl.           |
| -------- | ------ | -------------------- | -------------------- | -------------------- | --------------- | --------------- |
| Singular | 1ª     | eu                   | mim                  | mim                  | comigo          | comigo          |
| Singular | 2ª     | ti                   | ti                   | ti                   | contigo         | contigo         |
| Singular | 3ª     | ele, ela             | ele, ela             | si                   | ····            | consigo         |
| Plural   | 1ª     | nós / nosoutros, -as | nós / nosoutros, -as | nós / nosoutros, -as | connosco        | connosco        |
| Plural   | 2ª     | vós / vosoutros, -as | vós / vosoutros, -as | vós / vosoutros, -as | convosco        | convosco        |
| Plural   | 3ª     | eles, elas           | eles, elas           | si                   | ····            | consigo         |

As equivalências portuguesas são as seguintes:
- Eu - eu
- Ti - tu
- Ele, ela - ele, ela
- Nós, nosoutros/as - nós
- Vós, vosoutros/as - vós
- Eles, elas - eles, elas

Há uma diferença entre a primera e segunda pessoa do plural no galego, a inclusividade. Se utilizam em todos os contextos nós e vós. Ao lado desses existem também nosoutros, nosoutras e vosoutros, vosoutras, com um significado específico, oposto ao dos outros, que desde sua origem se mantém ainda em algumas zonas do território linguístico galego. Nosoutros e vosoutros excluem a segunda pessoa do singluar, tu ou você, ou seja, "nosoutros" é a junção de "eu" mais outra(s) pessoa(s), porém sem o "tu". Porém, o uso de somente nós e vós é demograficamente e geograficamente majoritário. O mesmo ocorre no português, onde existem as formas "nós outros", "vós outros" e ainda a forma "a gente", que têm uma distinção (ou uma parcial distinção, no caso de "a gente") de "nós" e "vós".

### Pontuação
Só é obrigatório escrever o ponto de interrogação (?) ou exclamação (!) no final da frase, e não no início e fim como ocorre no espanhol.
Por que nom lhe-lo preguntas ti?

Váia, Tomé, por que nom calas?

Vai-che boa!, Mira que nom o fagas!.